# USS Shenzhou (NCC-1227)
La USS Shenzhou (NCC-1227) és una nau estel·lar de l'univers fictici de Star Trek que apareix a Star Trek: Discovery. És una nau construïda el segle XXIII, de classe Walker i comandada per la capitana Philippa Georgiou des d'almenys el 2249 i fins al 2256.
Va rebre danys molt greus a l'anomenada "Batalla a les estrelles binàries" contra forces klingon liderades per T'Kuvma. En aquesta batalla, es va amotinar la seva primer oficial Michael Burnham i la mort de la seva capitana a bord de la nau insígnia, Sarcophagus quan totes dues intentaven capturar T'Kuvma. Després d'aquests fets la nau va ser evacuada i abandonada.
Sis mesos després el derelicte de la Shenzhou va ser abordat pels klingons Voq i L'Rell per aconseguir el processador de diliti del seu motor de curvatura per reparar la seva nau.